# Johanne Autenrieth
Johanne Autenrieth (* 15. Mai 1923 in Stuttgart; † 17. April 1996 in München) war eine deutsche Paläografin und Mittellateinische Philologin.

## Leben
Autenrieth war eine Schülerin von Bernhard Bischoff, bei dem sie 1952 als dessen erste Doktorandin mit einer auf paläografische Analysen gestützten Untersuchung über die Konstanzer Domschule zur Zeit des Investiturstreits promoviert wurde. Nach dem Studium leitete sie zunächst das Hölderlin-Archiv an der Württembergischen Landesbibliothek (WLB) in Stuttgart. 1953 und 1954 bis 1958 war sie bei den Monumenta Germaniae Historica (MGH) in München als Bibliotheksleiterin tätig. Anschließend mit der Bearbeitung von Handschriften an der WLB Stuttgart für den neuen Handschriftenkatalog befasst, wurde sie 1966 als ordentliche Professorin auf den neu geschaffenen Lehrstuhl für Lateinische Philologie des Mittelalters an der Albert-Ludwigs-Universität Freiburg berufen, den sie bis zu ihrer Emeritierung 1988 innehatte. Zu den wissenschaftlichen Mitarbeitern am Lehrstuhl Autenrieth zählen Walter Berschin (1967–1973), Michael Borgolte (1975–1984) und Ulrich Eigler (1984–1989).  
Autenrieth war seit 1962 Mitglied, von 1972 bis 1985 Vorsitzende des Unterausschusses für Handschriftenkatalogisierung der Deutschen Forschungsgemeinschaft (DFG) und ab 1972 Mitglied des Comité international de paléographie latine (CIPL). Sie begründete die im Anton Hiersemann Verlag erscheinende Reihe Datierte Handschriften in Bibliotheken der Bundesrepublik Deutschland, deren erster Band im Jahr 1984 herauskam. Für ihre Zeit als Stipendiatin des Historischen Kollegs in München 1985/86, wo sie über das Fortleben römischer Schrift bis zur Renaissance forschte, konnte Fidel Rädle als Lehrstuhlvertreter gewonnen werden. Gleich nach dem Ende ihrer Lehrverpflichtungen in Freiburg zog Autenrieth wieder ins geliebte München, wo sie – die letzte, von Krankheit überschattete Zeit zunehmend zurückgezogen – bis zu ihrem Tode lebte und auf dem Waldfriedhof beigesetzt wurde. Die bei der Akademischen Gedenkfeier am 17. Januar 1997 im Festsaal des Hauses zur lieben Hand in Freiburg gehaltenen Vorträge wurden publiziert.
Ihr Nachlass befindet sich im Archiv der Albert-Ludwigs-Universität Freiburg.

## Veröffentlichungen (Auswahl)
als Autorin
- Die Domschule von Konstanz zur Zeit des Investiturstreits. Die wissenschaftliche Arbeitsweise Bernolds von Konstanz und zweier Kleriker dargestellt auf Grund von Handschriftenstudien (= Forschungen zur Kirchen- und Geistesgeschichte. Neue Folge, Bd. 3, ZDB-ID 538604-4). Kohlhammer, Stuttgart 1956 (zugl. Dissertation, Universität München, 1952).
- mit Alfred Kelletat: Katalog der Hölderlin-Handschriften (= Veröffentlichungen des Hölderlin-Archivs. Bd. 2, ISSN 0585-7821). Auf Grund der Vorarbeiten von Irene Koschlig-Wiem. Kohlhammer, Stuttgart 1961.
- Ältere und neuere Handschriftenkataloge aus dem Umkreis der Stuttgarter Handschriftensammlung. In: Ewald Lissberger (Hrsg.): In libro humanitas. Festschrift für Wilhelm Hoffmann zum 60. Geburtstag, 21. April 1961. Klett, Stuttgart 1962, S. 165–188.
- „Litterae Virgilianae“. Vom Fortleben einer römischen Schrift (= Schriften des Historischen Kollegs. Vorträge. Bd. 14, ZDB-ID 629117-X). Stiftung Historisches Kolleg, München 1988 (online als PDF auf der Website des Historischen Kollegs).

als Herausgeberin
- Ingelheim am Rhein. Forschungen und Studien zur Geschichte Ingelheims. Klett, Stuttgart 1964.
- Das Verbrüderungsbuch der Abtei Reichenau (= Monumenta Germaniae Historica. Antiquitates. Bd. 4). Hahn, Hannover 1979, ISBN 3-7752-5273-8.
- mit Ulrich Eigler: Renaissance- und Humanistenhandschriften (= Schriften des Historischen Kollegs. Kolloquien. Bd. 13). Oldenbourg, München 1988, ISBN 3-486-54511-6 (online als PDF auf der Website des Historischen Kollegs).

## Bibliographie
- Victoria Polzer, Paul Gerhard Schmidt: Bibliographie Johanne Autenrieth. In: Paul Gerhard Schmidt (Hrsg.): Gedenkschrift Johanne Autenrieth (15.5.1923 – 17.4.1996). Freiburg i. Br. 2005 (online als PDF), S. 33–39.